# Charles Vögele
Karl Leo Vögele dit "Charles" Vögele (* 12 mars 1923 à Uznach ; † 21 avril 2002 à Altendorf) est un entrepreneur, pilote automobile et manager suisse de Formule 1 dans les années 1960. Il est le fondateur du groupe suisse Charles Vögele présent dans le secteur de la distribution textile de 1955 à 2018.

## Histoire
Karl Leo „Charles“ Vögele, né en 1923 à Uznach, fils de Karl Laurenz, maître cordonnier, et de Martha née Maurer. Parallèlement à son apprentissage du métier de cordonnier dans la maison paternelle de Grob à Saint-Gall, il suit une formation dans la publicité. Son frère Max deviendra juriste.
En 1949, parallèlement à l'entreprise paternelle, il crée avec Max une agence de publicité à Berne et met en place la vente par correspondance des chaussures familiales.
Passionné d'automobile, pendant les années d'expansion de ses affaires, Charles Vögele se fait plaisir. Bien qu'il ait échoué à l'examen de conduite à 27 ans et n'ait commencé sa carrière sportive qu'à 29 ans, il devient champion suisse de sport automobile, remportant 36 courses sur circuit et un nombre incalculable de rallyes. Au total, il a fêté plus de 200 victoires entre 1953 à 1968. Avec le pilote britannique Peter Ashdown, il participe aux 24 heures du Mans en 1960 et aux 12 heures de Sebring en Floride en 1960 et 1961 et les 1000 km sur le Nürburgring. Il a également participé à des courses avec le pilote suisse Jo Siffert. Il monte une équipe, Charles Vögele Racing, avec Silvio Moser comme pilote, qui s'inscrit à huit courses de Formule 1 dont deux hors championnat, en 1967 sur Cooper et en 1968 sur Brabham.
En 1955, Vögele ouvre à Zurich un magasin de vêtements pour scooters et vêtements de pluie. Il en fera la société Charles Vögele AG, maison de mode avec des filiales dans de nombreuses villes suisses, également avec vente par correspondance jusqu'en 1995.
1956 il épouse Agnes Anrig.
Avec la reprise de la maison de vente aux enchères bernoise Jürg Stuker en 1976 et l'ouverture du centre culturel Seedamm de Pfäffikon la même année, Vögele s'est engagé dans le commerce des œuvres d'art et des antiquités mais aussi dans leur enseignement, ce dont témoignent un grand nombre d'expositions et de publications. ses artistes favoris sont Ferdinand Hodler et Friedensreich Hundertwasser. Il recevra le Prix culturel du canton de Schwyz en 1995. En 1998, la fondation Charles et Agnes Vögele est créée pour assurer la pérennité du centre culturel Seedamm de Pfäffikon. Celui-ci sera rebaptisé Centre culturel Vögele en 2010 et dirigé par Monica Vögele, après sa transformation et sa réorientation.
Dès 1979, sous la présidence de son fils Carlo, Charles Vögele AG reprend des magasins en Allemagne puis en Autriche.
En 1988, Vögele se lance dans le secteur du tourisme et des voyages.
En 1997, Vögele vend son entreprise pour environ 800 millions de francs suisses à un groupe d'investisseurs mené par le groupe britannique Schroders qui la met en bourse en 1999. Sa valeur est de 1,9 milliard de francs à ce moment-là.
Le groupe continue de s'étendre en Europe. Son chiffre d'affaires annuel atteint 783 millions de francs en 2000 et sa valeur boursière trois milliards de francs, et 4 500 personnes y travaillent.
Le 21 avril 2002, Charles Vögele décède d'une crise cardiaque à l'âge de 79 ans à son domicile d'Altendorf.
En 2005, le groupe compte 7 258 employés et 791 boutiques pour un chiffre d'affaires de 1,347 milliard de francs.
En 2010 des célébrités comme Pénélope Cruz et sa sœur Mónica, Till Schweiger incarnent brièvement la mode Charles Vögele avec les labels Biaggini, Violett, Casa Blanca et Kingfield.
Mais les temps changent et le groupe commence à perdre de l'argent en 2009. Après une perte nette de 109 millions de francs pour un chiffre d'affaires de 972 millions en 2012, il ferme ses boutiques en République tchèque et en Pologne.
En 2015, Vögele compte environ 760 magasins dans huit pays, dont 163 en Suisse. En 2016, 14 des 41 magasins belges sont vendus et les autres sont fermés.
Le groupe italien OVS (en) rachète l'entreprise Charles Vögele en décembre 2016.
La succursale néerlandaise fait faillite en janvier 2017 et ses 95 magasins sont fermés. Les magasins suisses, exploités sous la marque OVS, ferment en 2018. Le groupe néerlandais Vidrea Retail reprend les 180 magasins de la filiale allemande en avril 2018 pour les exploiter sous la marque Miller & Monroe.
La centaine de magasins autrichiens est vendue en 2018 au groupe allemand GA Europe qui compte en fermer le quart ; soixante d'entre eux sont ensuite vendus à Vidrea Retail et transformés en succursales Miller & Monroe.